# R. H. Barlow
Robert Hayward Barlow (18 de mayo de 1918, Leavenworth, Kansas – 1 o 2 de enero de 1951, México D. F.) fue un autor estadounidense, poeta de vanguardia, antropólogo e historiador del México precolombino, y experto en la lengua nahuatl. Fue corresponsal y amigo del escritor de terror H. P. Lovecraft y fue nombrado por el escritor el albacea de su propiedad literaria.
Nacido en un momento en que su padre, el teniente coronel Everett Darius Barlow (1881-1952), servía en las Fuerzas norteamericanas en Francia, Barlow pasó la mayor parte de su niñez en Fort Benning, Georgia, donde su padre estaba acuartelado. Alrededor de 1932 el coronel Barlow recibió el alta del ejército por discapacidad médica (sufría ataques paranoicos) y decidió retirarse con su mujer Bernice Barlow (de soltera, Leach; 1884-1962) y sus hijos Everett (1908-1992) y Robert en la pequeña ciudad de DeLand, en la Florida central. Dificultades familiares forzaron después a Robert a trasladarse a Washington D. C., y Kansas, donde estudió en el Kansas City Art Institute y posteriormente en el San Francisco Junior College. Fue a México en 1940-41, estudiando en la Escuela Nacional de Ciencias Biológicas, y a su vuelta a California se graduó en la Universidad de California en 1942. Después regresó a México como residente permanente, uniéndose al personal de la Universidad Nacional Autónoma de México. En 1944 recibió una beca de la Fundación Rockefeller y en 1946-48 una Beca Guggenheim. Se convirtió en jefe del Departamento de Antropología en México City College (hoy conocida como la Universidad de Las Américas, A.C.), cargo que ocupó hasta su muerte el 2 de enero de 1951.
De acuerdo con su colega antropólogo Charles E. Dibble, "En el breve lapso de una década, Barlow dio a la investigación centroamericana un ímpetu y perspectiva de consecuencias perdurables. Sus contribuciones en arqueología mexicana, nahuatl clásico y moderno, historia colonial mexicana, y lo que él prefería llamar "Bilderhandschriften" es de importancia duradera". Dibble comparó el celo de Barlow por buscar y descifrar códices y manuscritos coloniales poco conocidos o tenuemente recordados con el de Zelia Nuttall. Barlow ha sido referido como "el T. E. Lawrence de México". 

## Vida y carrera

### Amistad con Lovecraft
Barlow fue amigo de los escritores H. P. Lovecraft y Robert E. Howard desde los trece años. Colaboró con Lovecraft en al menos seis historias ("The Slaying of the Monster" (1933); "The Hoard of the Wizard-Beast" (1933); la parodia "La Batalla que dio fin al Siglo" (1934); "Hasta en los Mares" (1935); una parodia inacabada, "Cosmos en colapso" (1935); y "La noche del océano" (1936), y Lovecraft fue invitado en la primavera de 1934 por el joven Barlow a su casa en DeLand, Florida. No había mencionado su edad en la correspondencia y evitaba mandar foto, por lo que Lovecraft se sorprendió al bajar del autobús y ver que le esperaba un muchacho de apenas dieciséis años.
Barlow había empezado a cartearse con Lovecrat en 1931 cuando intentó imprimir y distribuir el relato de Lovecraft "The Shunned House" (1928) pero solo consiguió mover unas cuantas copias (Arkham House distribuyó algunas de las versiones originales de Barlow tan tarde como en los años 1970).
Barlow ayudó significativamente en la preservación de manuscritos de Lovecraft al ayudarle mecanografiando textos (Lovecraft odiaba escribir a máquina) y guardando los originales manuscritos.
El padre de Barlow estaba visitando a unos familiares y Lovecraft se quedó con Barlow y su madre siete semanas. Pasearon, conversaron, recolectaron bayas en el bosque y remaron en el lago detrás de la casa. Lovecraft escribió sobre lo bien que le sentaba el clima de Florida. Regresó en el verano de 1935, quedándose con Barlow y sus padres más de dos meses. Exploraron un bosque de cipreses cerca de la casa familiar y trabajaron juntos en la cabaña al otro lado del lago. El verano siguiente, fue Barlow quien fue a Providence, pero Lovecraft estaba demasiado ocupado con su trabajo de corrección y revisión de manuscritos ajenos. Cuando hicieron un viaje a Salem y Marblehead, las ciudades que le inspiraron la creación de sus ficticias Arkham y Kingsport, les acompañó otro joven pupilo de Lovecraft, Kennet Sterling (1920-1995), de dieciséis años. Barlow debió de tener que reprimirse mucho, pues para entonces ya tenía clara su orientación sexual y en sus obras biográficas parece insinuar un enamoramiento hacia su mentor. Cuando se atrevió a plantear tal cosa por carta, Lovecraft, ignorante de su condición, al igual que con su amigo Samuel Loveman, otro gay en el armario, le desalentó a escribir ficción homoerótica y condenó la homosexualidad.
A su muerte, Lovecraft había nombrado a Barlow su albacea literario. Barlow fue a Providence poco después, donando la mayoría de los manuscritos y algunos impresos que le entregó la tía del autor a la John Hay Library de la Brown University.
Barlow pasó a máquina el relato de Lovecraft "La Sombra fuera del Tiempo" y conservaba el manuscrito todavía en su poder cuando ejercía la enseñanza en la México City College. Luego cuando fue nombrado presidente del Departamento de Antropología, conoció a June Ripley, una estudiante de posgrado que estudiaba la lengua nahuatl, la especialidad de Barlow. Se hicieron amigos y Barlow le confió el manuscrito a Ripley antes de su suicidio. Ella permaneció en México siete años más, después enseñó en varios sitios en los Estados Unidos antes de retirarse en 1993. Murió el 28 de diciembre de 1994, y el perdido manuscrito de Lovecraft fue encontrado entre sus objetos personales por la cuñada de Ripley, Lucille Shreve. El manuscrito, escrito a lápiz en una libreta escolar, fue donado por Nelson y Lucille Shreve a la colección Lovecraft de la John Hay Library.

### Autor, editor
Barlow estaba interesado en la imprenta y después de introducirse en la escena de los aficionados a la fantasía y la ciencia ficción, publicó en varias revistas importantes: The Dragon-Fly (dos números - 15 de octubre de 1935, y 15 de mayo de 1936); y Leaves (dos números - Verano de 1937; Invierno de 1938/39). Fue propietario de una imprenta, la Dragon-Fly Press (Cassia, Florida) y con ella publicó dos trabajos importantes de miembros del Círculo de Lovecraft, The Goblin Tower (la primera colección de versos de Frank Belknap Long– Lovecraft ayudó a Barlow sobre la tipografía de estos) y "Los gatos de Ulthar", una historia del mismo H. P. Lovecraft.
La carrera de Barlow en la ficción se vio interrumpida en 1937 por una variedad de circunstancias, incluyendo la muerte de su amigo y mentor Lovecraft, y su desarraigo en Florida debido a problemas familiares por la separación de sus padres. En 1938 editó Notes and Commonplace Book of Lovecraft y en 1939 After Sunset (John Howell, 1939), una colección de los mejores poemas escritos por George Sterling en sus últimos años antes de su suicidio en 1926.
En 1943, Barlow prestó ayuda con la primera bibliografía publicada de Lovecraft (por Francis T. Laney y William H. Evans). Su conmovedora memoria de Lovecraft, "El viento en la hierba" puede ser encontrada en Marginalia (Arkham House, 1944). Barlow también contribuyó con la introducción para el volumen publicado en 1944 por Arkham House Jumbee and Other Uncanny Tales de su colega de Florida y autor de Weird Tales Henry S. Whitehead.

### Escultor
Barlow fue altamente apreciado como escultor, antes de su paso a la antropología, y en una carta a Clark Ashton Smith, el 16 de mayo de 1937, reniega de que las personas se tomen ese trabajo más seriamente que sus escritos. Al parecer, ninguno de sus trabajos escultóricos ha sobrevivido.

### Antropólogo
Barlow se mudó permanentemente a México alrededor de 1943, donde enseñó en varias universidades, y en 1948 se convirtió en presidente del departamento de antropología en la México City College y fue un antropólogo destacado de la cultura indígena centroamericana. Dio clases en la Universidad Nacional Autónoma de México y en la Escuela Nacional de Antropología e Historia, mayoritariamente a alumnos estadounidenses que en su mayoría estaban allí financiados con los fondos de posguerra G.I. Bill. El famoso escritor William S. Burroughs, que vivió en México de 1950 a 1952, estudió códices mayas tutelado por Barlow a principios de los años 1950. Burroughs hizo al menos un viaje de campo con él al templo de Quetzalcóatl en Teotihuacán. El simbolismo y estructura política mayas más tarde aparecerán fuertemente en las obras de Burroughs.
Al mismo tiempo Barlow cooperaba con el Prof. Salvador Mateos Higuera en un estudio descriptivo de códices mexicanos. En unos breves tres años había cooperado con George T. Smisor para planear y editar Tlalocan, una revista de materiales originales sobre las culturas nativas de México. A partir de 1943 con la aparición de Tlalocan su productividad alcanzó un impulso adicional y sus artículos aparecieron con frecuencia creciente en las revistas académicas de México, Estados Unidos y Europa. Su preocupación por los detalles dirigió a que tales trabajos fueran muy minuciosos, como "Las Relaciones Geográficas del siglo XVIII".
Viajó al Yucatán para estudiar a los pueblos mayas y al oeste de Guerrero para estudiar a los tepuztecas. Fundó dos revistas académicas y publicó un total de ciento cincuenta artículos, panfletos y libros. En 1950 publicó Mexihkatl itonalama ("el calendario mexicano"), un periódico en lengua nahuatl. Su trabajo en la antropología centroamericana es de importancia pionera, y sus artículos antropológicos recogidos continúan en proceso de publicación en México. En este tiempo Barlow también continuaba su trabajo como poeta, escribiendo tanto verso formal como verso experimental de la Escuela Activista iniciada por Lawrence Hart.

### Suicidio
Barlow había escrito ya en 1944 que tenía "una sutil sensación de que mi vida curiosa e incómoda no está destinada a prolongarse". Se mató en su casa en Azcapotzalco, México D. F., en el primer o segundo día de enero de 1951, temiendo el chantaje o directamente la exposición pública de su homosexualidad por parte de un estudiante descontento, lo que habría supuesto su expulsión de la universidad y el ostracismo social. Aquella tarde, se encerró en su habitación y tomó 26 cápsulas de Seconal, dejando clavada por fuera en la puerta una nota escrita en pictogramas mayas: "No me molestéis. Quiero dormir un largo tiempo."
William S. Burroughs, entonces estudiante de español, los códices mexicanos y la lengua maya con Barlow, describió brevemente su muerte en una carta a Allen Ginsberg, datada el 11 de enero: "Un profesor "rarito" [queer, en el original] de K.C., Mo., jefe del departamento de Antropología aquí en M.C.C. [Universidad de Ciudad de México] donde recojo mis 75 dólares por mes, se quitó de en medio hace unos cuantos días con una sobredosis de "bolas de tonto" [barbitúricos]. Vomitar por toda la cama. No pude ver esta destreza suicida."

## Obra

### Libros de Barlow
- Poems for a Competition. Sacramento, CA: The Fugitive Press, 1942. (Verso). Por estos poemas Barlow recibió el 26.º premio Emily Chamberlain Cook en Poesía. Los contenidos completos del volumen se reimprimieron en Eyes of the God (2002).
- View from a Hill. Azcapotzalco [Ningún editor dado], 1947 (verso). Los contenidos completos del volumen se reimprimeron en Eyes of God (2002).
- The Extent of the Empire of the Culhua Mexico [Ibero-Americana 28]. Berkeley: University of California Press, 1949.

#### Publicaciones póstumas
- Instituto Nacional de Antropología e Historia recopiló sus estudios que realizó en México en 7 volúmenes: I) Tlatelolco, rival de Tenochtitlan (1987); ll) Tlatelolco. Fuentes e historia (1989); III) Los mexicas y la Triple Alianza (1990); IV) La extensión del imperio de los culhua mexica (1992); V) Fuentes y estudios sobre el México indígena. Primera parte: generalidades y el Centro de México (1994); VI) Fuentes y estudios sobre el México indígena. Segunda parte: actuales estados de: Colima, Guerrero, Hidalgo, Michoacán, Morelos, Oaxaca, Puebla, Tlaxcala, Veracruz y Yucatán (1995) y VII) Escritos diversos (1999).
- La noche del océano y otros cuentos. Distinta Tinta Ediciones Archivado el 5 de mayo de 2019 en Wayback Machine., 2018. Primera edición de sus relatos en español. Se recopilan varios de sus relatos y poemas. Ficción: La muerte del monstruo, Los ojos del dios, La batalla que acabó con el siglo, La taberna inhóspita, Las desgracias de batir mantequilla, Hasta en los mares, El experimento, Cosmos que se derrumban, Una historia poco recordada, La noche del océano, Origen indeterminado, El interrogador, La recompensa del artesano, Los anales de los genios, Regreso al atardecer, Poesía: I. Poemas 1936–1939, II. Poemas para un concurso (1942), III. Panorama desde la colina (1947) y poemas misceláneos.
- Cosmos en colapso (con H. P. Lovecraft). West Warwick RI: Necronomicon Press, 1977. F&SF Serie de fragmentos; solo 500 copias. Esta pieza se reimprimió en La Batalla que dio fin al Siglo y Cosmos en colapso(1992) y también recogido en Eyes of God (2002).
- Annals of the Jinns. Serie original de historias en The Fantasy Fan (1933–1935) y The Phantagraph; recogido, West Warwick, RI: Necronomicon Press, 1978. Prefacio "Robert H. Barlow y H. P. Lovecraft: Una Reflexión" por Kenneth W. Faig, Jr. contiene 10 de los cuentos. (El 11.º annal, "Un Episodio en la Jungla", permanecía inédito hasta que fue recogido en Eyes of God (2002)). Nota: Una versión reescrita de "Annal V, La Tumba del Dios", aparece en la obra de Lin Carter, ed, Reinos de Hechicería; Carter lo reescribió a partir de una copia medio legible, todo lo que pudo encontrar entonces.
- A Dim-Remembered. West Warwick, RI: Necronomicon Press, 1980. Prefacio de H. P. Lovecraft. El cuento es incluido en Eyes of God (2002)
- La noche del océano (con H. P. Lovecraft). West Warwick, RI: Necronomicon Press, 1978, 1982; 3.º pr 1989. El cuento es incluido en Eyes of God (2002).
- Crypt of Cthulhu Núm. 60 (1988) es un número especial dedicado a Robert H. Barlow. Contiene nueve historias de Barlow (todas excepto "Un Fragmento" recogido más tarde en Eyes of God (2002)), junto con dos ensayos: "R. H. Barlow y el reconocimiento de Lovecraft" por S. T. Joshi, y "Robert H. Barlow como albacea literario de H. P. Lovecraft: Un Agradecimiento" por Kenneth W. Faig. El ensayo de Faig fue reimpreso en The Unknown Lovecraft. NY: Hippocampus Press, 2009.
- La Batalla que dio fin al Siglo & Cosmos en colapso (con H. P. Lovecraft). West Warwick, RI: Necronomicon Press, 1992. Esta edición incluye un glosario corregido de nombres. Ambas piezas están recogidas en The Eyes of God (2002), donde la batalla contiene ahora anotaciones que identifican a las personas parodiadas.
- On Lovecraft and Life. West Warwick, RI: Necronomicon Press, 1992. Introducción de S. T. Joshi. Contiene dos textos - en primer lugar, un texto restaurado del diario de Barlow sobre la visita de Lovecraft en 1934 titulado "Memorias de Lovecraft" (originalmente publicado como "The Barlow Journal" por August Derleth en Some Notes on H. P. Lovecraft (1959) y posteriormente en la edición de Derleth sobre Lovecraft The Dark Brotherhood & Others Pieces (1966); ambas impresiones fueron fuertemente abreviadas por Derleth). En segundo lugar, la fragmentaria "Autobiografía" de Barlow (aprox. 1938- Verano de 1940).
- The Hoard-Beast and One Other (con H. P. Lovecraft). Est Warwick, RI: Necronomicon Press, 1994. Introducción de S. T. Joshi. El "otro" es la historia "The Slaying of the Monster". Incluye los manuscritos facsímiles de ambas historias, mostrando la letra de Lovecraft. Ambos cuentos son incluidos (solo los textos, sin los facsímiles) en The Eyes of God (2002).
- Eyes of God: The Weird Fiction and Poetry of Robert H. Barlow. Editado por S. T. Joshi, Douglas Un. Anderson y David E. Schultz. NY: Hippocampus Press, 2002. Una colección completa que solo excluye los trabajos de Barlow de no-ficción (como cartas publicadas, ensayos, etc). Incluye dos cuentos anteriormente inéditos, "El Valle Brillante" y "La Fidelidad de Ghu", y también el anteriormente inédito cuento 11.º de Annals of the Jinns ("Un Episodio en la Jungla").

### Libros editados por Barlow
- H. P. Lovecraft. The Notes & Commonplace Book utilizados por el H. P. Lovecraft de sus últimos años incluyendo sus sugerencias para escribir historias, análisis de las historias weird, y una lista de conceptos básicos del horror, &c, &c, diseñado para estimular la imaginación. Lakeport, CA: The Futile Press, 1938; rpt West Warwick, RI: Necronomicon Press, 1978.
- George Sterling, After Sunset (verso). San Francisco: John Howell, Editor, 1939.

### Las revistas editadas por Barlow
- Mesoamerican Notes (1949)
- Tlalocan

### Libros y revistas sobre Barlow
Véase referencias para artículos y lecturas adicionales.

## Lectura adicional
- Hart, Lawrence (ed.), Accent on Barlow: A Comemmorative [sic] Anthology. San Rafael, CA: Lawrence Hart, 1962. Incluye 39 poemas de Barlow, una traducción de Barlow de un poema de B. Ortiz de Montellano, junto con 15 poemas de otros escritores, y un agradecimiento de Barlow a Rosalie Moore y Lawrence Hart.
- Connors, Scott (ed.), The Journal of H. P. Lovecraft Society No 2 (1979). El número entero dedicado al ensayo de Kenneth W. Faig "R. H. Barlow". (El ensayo fue reimpreso por Faig en The Unknow Lovecraft. NY: Hippocampus Press, 2009.)
- Crypt of Cthulhu 8 (1: Hallowmas 1988). Todo el número 60. 64 pp. especial dedicado a Robert H. Barlow. Contiene reimpresiones de 10 historias cortas de Barlow publicadas en la prensa amateur, y dos ensayos - de Kenneth W. Faig, Jr, "Robert H. Barlow como albacea literario de H. P. Lovecraft" y de S. T. Joshi, "R. H. Barlow y el reconocimiento de Lovecraft".
- Berruti, Massimo. Dim-Remenbered Stories: A Critical Study of R. H. Barlow, NY: Hippocampus Press, 2012.
- Paul La Farge. La noche del océano, NY: Penguin, 2017.Novela. La historia se centra en la búsqueda de un joven escritor por encontrar a Barlow, a quien  cree todavía vivo.